# Klokoč (Kroatië)
Klokoč is een plaats in de gemeente Vojnić in de Kroatische provincie Karlovac. De plaats telt 69 inwoners (2001).